# Andrew Wachtel
Andrew Baruch Wachtel (n. 10 februarie 1959, Newark, New Jersey, SUA) este un specialist în domeniul studiilor slave, critic literar, traducător și profesor universitar american. În prezent este rector (președinte) al Universității Narxoz din Almaty, Kazahstan. Anterior, a ocupat funcțiile de decan al Școlii Postuniversitare a Universității Northwestern (2003-2010) și președinte al Universității Americane din Asia Centrală (2010-2018). Wachtel a fost ales membru al Consiliului pentru Relații Externe (NY) în 2001 și al Academiei Americane de Arte și Științe în 2003.

## Biografie
După absolvirea studiilor universitare la Colegiul Harvard în 1981, Wachtel a urmat un doctorat în limbi și literaturi slave la Universitatea Berkeley, pe care l-a finalizat în 1987 prin susținerea tezei The Russian Pseudo-autobiography and the Creation of Russian Childhood. În timpul studiilor de doctorat, a fost numit Junior Fellow la Harvard Society of Fellows (1985-1988). A devenit apoi profesor asistent de limbi și literaturi slave la Universitatea Stanford, unde a predat între 1988 și 1991. În anul 1991 a fost numit profesor asociat de limbi și literaturi slave la Universitatea Northwestern. A predat acolo timp de 19 ani, îndeplinind în anumite momente funcțiile de președinte al Departamentului de Limbi și Literaturi Slave, director al Programului de Literatură Comparată, director al Centrului Roberta Buffett pentru Studii Internaționale și Comparate și decan al Școlii de Studii Postuniversitare (2003-2010).
În anul 2010 a fost numit președinte al Universității Americane din Asia Centrală, cu sediul la Bișkek (Kârgâzstan), iar din 2018 îndeplinește funcția de rector (președinte) al Universității Narxoz din Almaty (Kazahstan). În afară de limba engleză, el cunoaște limbile rusă, sârbă, slovenă, bulgară și poloneză. Soția lui este kirghiză.

## Familia sa
Strămoșii lui Andrew Wachtel erau evrei originari din Europa de Est. Bunicii săi paterni au fost George Wachtel, care s-a născut în jurul anului 1900 în provincia Galiția a Imperiului Rus, și Bella Beck, care s-a născut în jurul anului 1905 pe fostul teritoriu polonez al Imperiului Rus. Bunicii materni au fost Andrew Rados, care s-a născut în jurul anului 1885 la Budapesta (Austro-Ungaria), și Berta Zalmenovna Drapkina, care s-a născut în 1896 în orașul Rostov-pe-Don din Imperiul Rus.
Părinții săi au fost dr. Fred Wachtel (1923-2017), medic cardiolog, și Miriam Rados (1928-2009). Andrew Wachtel a crescut alături de doi frați mai mici: Michael (n. 1960), profesor de literatură rusă la Universitatea Princeton, și David (n. 1962), vicepreședinte senior pentru marketing, comunicații și parteneriate al organizații non-profit Endeavour Global din New York. El are doi fii și două fiice.

## Interese academice
Interesul academic al lui Wachtel cuprinde o gamă largă de limbi, culturi și civilizații slave, cu un accent principal pe relația între procesele culturale și cele istorice. Profesorul Wachtel a publicat peste zece cărți și peste 50 de articole despre literatura rusă și literatura slavilor sudici, precum și despre istoria și cultura slavilor. Prima sa carte, The Battle for Childhood. Creation of a Russian Myth (Stanford UP, 1990), a examinat modalitățile în care unii autori ruși au descris copilăria în textele lor literare. Studiul An Obsession with History. Russian Writers Confront the Past (Stanford UP, 1994) a analizat legătura intergenerică între textele istorice și ficționale în scrierile unor autori ruși de la Karamzin la Soljenițîn.
Schimbându-și domeniul de interes către Iugoslavia, Wachtel a publicat ulterior Making a Nation, Breaking a Nation: Literature and Cultural Politics in Yugoslavia (Stanford UP, 1998), care s-a concentrat pe modurile diferite în care a fost dezvoltat conceptul statului federal Iugoslavia pe parcursul a aproape 100 de ani. Această lucrare a fost publicată ulterior în traducere sârbă, slovenă și română. Studiul The Balkans in World History (Oxford UP), publicat zece ani mai târziu, este o scurtă istorie a țărilor din Peninsula Balcanică pentru cititorii simpli și a apărut și în traducere turcă, albaneză și italiană.
Wachtel a publicat în anul 2006 un studiu extensiv de sociologie literară, intitulat Remaining Relevant After Communism: The Role of the Writer in Eastern Europe (U. of Chicago Press). Analizând datele sondajelor editoriale din Europa de Est și din fosta URSS, cartea evidențiază pierderea prestigiului literaturii în perioada postcomunistă și strategiile adoptate de scriitori pentru a-și păstra influența în societate. A apărut și în traducere sârbă, bulgară și cehă. Cercetătorul american a manifestat interes față de literatura teatrală rusească și a scris o serie de cărți și articole despre acest domeniu, printre care Petrushka: Sources and Contexts (Northwestern UP, 1998) și Plays of Expectations: Intertextual Relations in Russian 20th-Century Drama (U. of Washington Press, 2006). El a mai scris în colaborare cu Ilia Vinițki o istorie culturală a literaturii ruse (Russian Literature, Polity Press, 2008).
În afară de studiile de istorie și critică literară, Andrew Wachtel a lucrat timp de mai mulți ani ca traducător din mai multe limbi slave, în principal din rusă și slovenă. Printre cărțile traduse de el se numără The Prophecy and Other Stories de Drago Jančar (din slovenă) și The Second Book de Muharem Bazdulj (din bosniacă, împreună cu Oleg Andrić). El a mai publicat în traducere trei volume de poezii ale Anjelinei Polonskaia (din rusă), printre care Paul Klee’s Boat (Zephyr Press, 2013), care a fost nominalizată în 2014 pe lista scurtă pentru premiul PEN Poetry Translation. Împreună cu Ilya Kutik a creat prima antologie web majoră a poeziei ruse intitulată From the Ends to the Beginning.
Între anii 1994 și 2010 Wachtel a îndeplinit funcția de redactor al apreciatei serii „Writings from an Unbound Europe” a editurii Northwestern University Press, în cadrul căreia au fost publicate peste 50 de cărți din întreaga Europă Centrală și de Est.

## Scrieri
- The Battle for Childhood. Creation of a Russian Myth (Stanford UP, 1990)
- An Obsession with History. Russian Writers Confront the Past (Stanford UP, 1994)
- Making a Nation, Breaking a Nation: Literature and Cultural Politics in Yugoslavia (Stanford UP, 1998)
- Petrushka: Sources and Contexts (Northwestern UP, 1998)
- Plays of Expectations: Intertextual Relations in Russian 20th-Century Drama (U. of Washington Press, 2006)
- Remaining Relevant After Communism: The Role of the Writer in Eastern Europe (U. of Chicago Press, 2006)
- The Balkans in World History (Oxford UP, 2008)

## Legături externe
- Site-ul oficial al Universității Narxoz
- Site oficial al Universității Americane din Asia Centrală